# Beyköy, Sarıcakaya
Beyköy là một xã thuộc huyện Sarıcakaya, tỉnh Eskişehir, Thổ Nhĩ Kỳ. Dân số thời điểm năm 2011 là 367 người.